# República Independente da Banda Mole
A República Independente da Banda Mole é um bloco carnavalesco de Belo Horizonte, Minas Gerais. Criado em 1975, é considerado o mais tradicional bloco carnavalesco da capital mineira.
Original do bairro Lagoinha, atualmente seu percurso começa no centro de Belo Horizonte, e termina no alto da Rua da Bahia, na zona sul da cidade.
Seu desfile acontece no sábado anterior à semana do carnaval. O bloco é caracterizado por foliões fantasiados, principalmente transvestidos.
A diretoria da Banda Mole é co-organizadora do Concurso de Marchinhas Mestre Jonas.

## História
Em 1975 com o fim do bloco carnavalesco "Leões da Lagoinha", foliões do extinto bloco como Wellington "Lula" Vanucci, Helvécio "Gaiola" Trotta“ Paulo Bonome, filhos e netos das tradicionais famílias do bairro fundaram a Banda Mole com o intuito de reviver os desfiles de blocos populares na capital mineira.[carece de fontes?] Seu objetivo era que houvesse gratuidade, a animação, crítica político-social e liberdade de se fantasiar. O primeiro desfile saiu do bairro Lagoinha em direção ao Centro de Belo Horizonte com cerca de 100 foliões fantasiados e atingiu o ápice na década de 90 quando levou para rua cerca de 400 mil foliões.
Tradicionalmente o evento carnavalesco ocorre sempre na semana anterior ao carnaval, sempre aos sábados na parte da tarde. A agremiação se concentrava na Rua Goiás, na porta do tradicional jornal mineiro o "Estado de Minas" e em seguida subia a Rua da Bahia em direção a região da Savassi. Em 2004, o trajeto sofreu alterações se concentrando na Av. Afonso Pena, principal avenida da capital mineira.
Em 2015 a Banda Mole comemorará 40 anos de folia se consagrando como o maior bloco de carnaval de Belo Horizonte e o mais tradicional evento carnavalesco da capital mineira.
O tema da Banda Mole em 2020 é "educassão" (sic): uma crítica à má gestão do ministro da Educação Abraham Weintraub.
O enredo "A bh çurpreendente tem essa banda imprecionante! Ela sobe, não dá mole, pra aprendiz de meliante pra aguentar, só mesmo rindo, do ministro ignorante" satiriza os recorrentes erros gramaticais do ministro.